# Hmota (filozofie)
Hmota, také látka  nebo materie (lat. materia, řec. hylé, angl. matter) je filosofický pojem, který označuje stálou, beztvarou a spíše netečnou stránku smyslové skutečnosti. Užívá se obvykle v protikladu k jiným základním pojmům, podle toho, jakou stránku různé filosofické směry zdůrazňují: u Aristotela a ve scholastice forma, v novověkém dualismu duch, v současné filosofii vědy informace.

## Původ slova
O předfilosofickém chápání pojmu svědčí původ odpovídajících slov: jak řecké hylé, tak latinské materia znamenaly asi původně dříví, dřevo jako materiál pro stavbu nebo topení. Nebo je latinské materia odvozeno od slova matka. České hmota se snad odvozuje od praslovanského kořene gomo- (staročeské homota je podobně jako hmotnost či massa od hroudy hněteného těsta či chleba/μᾶζα), který znamenal náplň nebo výplň (srovnej: forma na těsto), ve středověké češtině slovo znamenalo také hnis (podobně jako latinské materia). Srovnej slovo hníst/mást/mísit

## Látka a hmota
První řečtí filosofové uvažovali o živlech, ne o obecné hmotě. První, kdo tento filosoficky důležitý pojem zavedl, byl patrně Anaximandros a po něm atomisté (Leukippos, Démokritos): látka se skládá z nepatrných, nedělitelných (řecky atomos) a pohyblivých částeček, které se nahodile spojují. Podle Aristotela se jsoucna tvoří spojením beztvaré látky a tvaru (eidos, forma). Plótinos a křesťanský platónismus se na hmotu dívali s podezřením, gnóze ji pokládala za hrob či vězení ducha. Scholastika převzala Aristotelovo pojetí, s nímž se lze setkat ještě u Kanta. Descartes rozlišil dvojí substanci, totiž rozlehlou a myslící: rozlehlá nemyslí, kdežto myslící nemá rozměry. V osvícenství i v britském empirismu rostou pochybnosti o "myslící substanci" a o duchovním světě vůbec, takže v 18. století se ve Francii šíří mezi vzdělanými lidmi materialismus, který pak v 19. století obecně převládl. Během 20. století fyzikové silně zkomplikovali názornou a zdánlivě samozřejmou představu pevné, neprostupné a netečné "hmoty", kdežto biologové se ji snažili vybavit také životem (hylozoismus). V současné filosofii se pojem hmoty užívá spíše polemicky.

## Leninský pojem hmoty
Svou definici hmoty podal Lenin v  knize  „Materialismus a empiriokriticismus“. K této definice dospěl na základě rozboru vědeckých objevů z konce XIX. a počátku XX. století.
| „                      | Hmota je filosofická kategorie pro označení objektivní reality, která je člověku dána v jeho smyslech, která se kopíruje, fotografuje, zobrazuje našimi vjemy, ale existuje nezávisle na nich. | “ |
| — Vladimir Iljič Lenin | |   |

## Idealistické pohledy
Některé filozofické směry poukazují na vědecký fakt, že okolní svět a hmota je pouze naše vnímání reality. To znamená, že signály, které nám přichází do mozku a vytváří tak smyslové vjemy vidění, čichu, hmatu, prostoru, atd., nejsou objektivní, ale naše subjektivní vnímání reality vytvářené mozkem.